# Everybody's Tennis
Everybody's Tennis é um jogo de vídeo game estilo tênis exclusivo para o console Playstation 2. O jogo foi publicado pela Sony América, lançado em julho de 2007 nos Estados Unidos e Europa.

## O jogo
Diferente de muitos jogos do estilo, Hot Shots Tennis tem como personagens criaturas parecidas com desenhos animados, com roupas e acessórios coloridos, lembrando muito os animes.
O jogo possui efeitos especiais bem humorados e coloridos, possui 14 personagens para o jogador escolher e 11 quadras de tênis ao redor do mundo, desde praias à ruínas gregas.

## Recepção
A IGN avaliou o jogo, dizendo que a jogabilidade é boa, mas que o jogo não é perfeito. Múltiplos outros sites avaliaram o jogo, dando notas e fazendo comentários.

## Modos
- Training Mode (Modo Treinamento)

Nesse modo o jogador aprende as regras fundamentais de tênis, realizando e treinando os principais saques e jogadas.
- Hot Shots Challenge (Desafios Hot Shots)

Nesse modo o jogador coloca suas habilidades a teste, jogando em 7 diferentes níveis, que vão sendo dificultados ao passar do tempo.
- Fun Time Tennis (Tempo Divertido do Tênis)

Nesse modo livre os jogadores podem jogar entre multijogadores (até 4 com o multitap), com regras personalizadas.